# Jarilla (género)
Jarilla é um género de plantas com flor pertencente à família Caricaceae da ordem Brassicales, nativo das Américas.

## Descrição
Recentes estudos moleculares e do genoma de ambos géneros revelam que Jarilla e Carica estão estritamente aparentados dentro da família das Caricaceae.

## Taxonomia
O género foi descrito por Henry Hurd Rusby e publicado em Torreya 21: 47. 1921. A espécie tipo é Jarilla heterophylla (Cerv. ex La Llave) Rusby.
O género Jarilla inclui três espécies, todas nativas das Américas. 
- Jarilla chocola
- Jarilla heterophylla (Cerv. ex La Llave) Rusby
- Jarilla nana (Benth.) McVaugh

O nome comum "Jarilla" usado na América do Sul designa uma planta do género Larrea.